# Kommen und Gehen
Kommen und Gehen (engl. Originaltitel: Come and Go; franz. Titel: Va et vient) ist ein kurzes Theaterstück von Samuel Beckett, das er seinem Verleger John Calder gewidmet hat. Es wurde zwar ursprünglich im Januar 1965 auf Englisch geschrieben, aber zuerst in Becketts eigener Übersetzung in französischer Sprache veröffentlicht und am 14. Januar 1966 in der Übersetzung von Erika Tophoven und Elmar Tophoven in deutscher Sprache am Schillertheater uraufgeführt. Die Premiere in englischer Sprache folgte am 28. Februar 1966 am Peacock Theatre in Dublin.
Das Stück enthält, abhängig von der Fassung, 121 oder 127 Wörter. Aufgrund seiner Kürze wird Kommen und Gehen selten allein, sondern meist zusammen mit anderen Werken aufgeführt. Das Stück besteht aus drei nahezu identischen Teilen, in denen sich jeweils zwei der drei agierenden Frauen kurz über die Dritte austauschen, ohne dass diese davon erfährt. Eine Deutung des Geschehens ist, dass alle drei unheilbar krank sind, ohne davon zu wissen. In diesem Sinne wird Kommen und Gehen als stark reduzierte, kondensierte Form eines Dramas über das Schicksal menschlicher Sterblichkeit interpretiert.

## Handlung
| 1 | LO  | MEI | SU |
| 2 | LO  |     | SU |
|   |     | LO  | SU |
| 3 | MEI | LO  | SU |
| 4 | MEI |     | SU |
|   | MEI | SU  |    |
| 5 | MEI | SU  | LO |
| 6 | MEI |     | LO |
|   |     | MEI | LO |
| 7 | SU  | MEI | LO |

Drei ähnlich gekleidete Frauen „unbestimmte[n]“ Alters, Mei, Su und Lo, sitzen still und von Dunkelheit umgeben eng nebeneinander auf einer Bank. Sie sind Freundinnen seit Kindertagen. So wie jetzt haben sie bereits auf dem Schulhof zusammengesessen, als sie noch gemeinsam den Unterricht von „Fräulein Weels“ besuchten.

Keltischer Knoten mit der Topologie der gekreuzten Hände in Come and Go

Die drei Figuren tragen „dunkle Hüte unbestimmter Form mit Rändern, die breit genug sind, um die Gesichter zu beschatten“, und sind – für Beckett ungewöhnlich – in bunte, aber mit der Zeit verblichene Mäntel gehüllt, sodass sie wie drei verblühte Blumen wirken. Nach kurzer Zeit steht die in der Mitte sitzende Mei auf und verlässt die Bühne. Sobald sie außer Hörweite ist, wird Su von Lo gefragt, was sie von Meis Aussehen halte. Su antwortet: „Wie gewöhnlich, meine ich.“ Dann rutscht Lo in die Mitte, um Su, für die Zuschauer unhörbar, ein Geheimnis zuzuflüstern. Su entfährt ein schockiertes „Oh!“, Lo verlangt von ihr Verschwiegenheit, indem sie ihr den Finger auf die Lippen legt. Als Mei zurückkehrt, nimmt sie Los alten Platz ein.
Das gleiche Spiel – „steif, langsam, puppenhaft“ – wiederholt sich zweimal mit nahezu identischen Dialogen und Reaktionen, „mit einer Choreographie, die an Hütchenspieler erinnert“, bis schließlich Mei wieder in der Mitte sitzt, während Su und Lo ihre Sitzplätze getauscht haben. Auf diese Weise haben alle drei Frauen einmal den mittleren Platz besetzt und alle werden in ein (anscheinend erschreckendes) Geheimnis über je eine der anderen eingeweiht.
Zum Schluss des Stücks fassen sich die drei verschränkt bei den Händen. Auf diese Weise bilden sie einen keltischen Knoten und Lo schließt mit den Worten: „Ich fühle die Ringe“, obwohl die Figuren laut Regieanweisung explizit keine Ringe tragen.

## Form

Becketts Anweisungen für das Händereichen am Ende des Spiels

In Kommen und Gehen wird jede Szene auf ihr Minimum – die Auf- und Abtritte einer Figur – reduziert. Nicht zuletzt diese extreme Kürze (im Original 121 Wörter) ist charakteristisch für Becketts Spätwerk, das ja vor allem durch zunehmende Reduktion gekennzeichnet ist.
Die Struktur des Stücks ist kreisförmig: Es ist unterteilt in drei exakt gleiche Teile zu je sieben Zeilen, in denen jeweils eine Figur geht, wiederkommt und den Platz einer anderen einnimmt. So kreisen die Figuren ringförmig um ihre Sitzplätze, wobei ihre Choreographie von der Wiederholung und deren Nuancen geprägt ist.
In für Beckett typischer Weise sind die Regieanweisungen sehr detailliert. Wegen der komplizierten Bewegungen im Stück fügte Beckett eine Graphik ein, in der die Positionen jeder Figur im Verlauf der Aufführung eingetragen sind. Ebenfalls beigefügt ist eine Darstellung der oben genannten Ringe und der Art und Weise, wie sie von den Händen der Schauspieler gebildet werden sollen.
Aufgrund solch präziser Angaben sieht die Beckett-Forscherin Ruby Cohn den Text nicht als Lesedrama, sondern in erster Linie als Anweisung zur Herstellung des Bühnengeschehens: „Nur im Theater kann man das tänzerische Spiel von Bewegung und Stille, Gehen und Kommen, Frage und Antwort, Gestik und Melodie verstehen.“

## Interpretation

### Namen
Die Namen der drei „verblühten“ Frauen werden als Verweis auf jene Blumen interpretiert, die in Shakespeares Hamlet die wahnsinnige Ophelia nach dem Tod ihres Vaters Polonius vor König Claudius und seinem Hof ausstreut.: Demnach erinnert „Ru“ im Englischen an “rue”, die Raute, „Vi“ an “violet”, das Veilchen, und „Flo“ an “flower”, die Blume. Diese Deutung wird durch die Kenntnis unterschiedlicher Manuskripte gestützt, als deren Weiterentwicklung das Drama Come and Go entstand. In einer solchen Vorstufe, die Beckett mit Good Heavens betitelte, treten drei Frauen mit den Namen Viola (Veilchen oder Stiefmütterchen), Rose (Rose) und Poppy (Mohnblume) auf. Die Blumennamen der Frauen werden dort als Anspielung auf den von Beckett häufiger zitierten Psalm 103:15-16 gedeutet, der von der Vergänglichkeit des menschlichen Lebens handelt: „Ein Mensch ist in seinem Leben wie Gras; er blühet wie eine Blume auf dem Felde / Wenn der Wind darüber geht, so ist sie nimmer da, und ihre Stätte kennet sie nicht mehr.“ Auch in der Hamlet-Szene sind Raute und Veilchen eng mit dem Tod verbunden, denn Ophelia sagt: „da ist Raute für euch, und hier ist welche für mich – ihr könnt eure Raute mit einem Abzeichen tragen. – Da ist Maßlieb – ich wollte euch ein paar Veilchen geben, aber sie welkten alle, da mein Vater starb. – Sie sagen, er nahm ein gutes Ende.“
Die Übersetzer Erika und Elmar Tophoven haben diese Interpretation allerdings nicht in ihre deutsche Übertragung mit einbezogen, sondern sehen die Namen als bloße Kurzformen weiblicher englischer Vornamen: „Flo“ für Florence, „Vi“ für Violet und „Ru“ für Ruby. Weil die Tophovens fürchteten, dass die drei Silben im Deutschen zu missverständlichen Assoziationen führen könnten (z. B. zu Flo/Floh und Ru/Ruhe), wählten sie andere Kurzformen aus: „Lo“ für Leonore, „Mei“ für Meike und „Su“ für Susanne.

### Schicksal und Tod
Einige Interpretationen stellen Mutmaßungen darüber an, welche Geheimnisse sich die Figuren ins Ohr flüstern. Jede Antwort (Su über Mei: „Weiß sie es nicht?“ Mei über Lo: „Hat man es ihr erzählt?“ Lo über Su: „Ahnt sie denn nichts?“) lässt sich damit erklären, dass jede einzelne unwissentlich todkrank ist.
Diese Deutung wird unterstützt durch die Beobachtung, dass Meis Frage zu Beginn des Stücks: „Wann waren wir drei zuletzt zusammen?“ offensichtlich auf die drei Hexen in Shakespeares Macbeth anspielt, die dort mit „Wann treffen wir drei uns das nächste Mal?“ das Drama eröffnen. In Macbeth fungieren die drei Hexen als Schicksalsgöttinnen, indem sie Macbeth mit ihrer sich selbsterfüllenden Prophezeiung ins Unglück stürzen.
Daher interpretiert Rolf Breuer die drei Frauen als „Todesboten“.

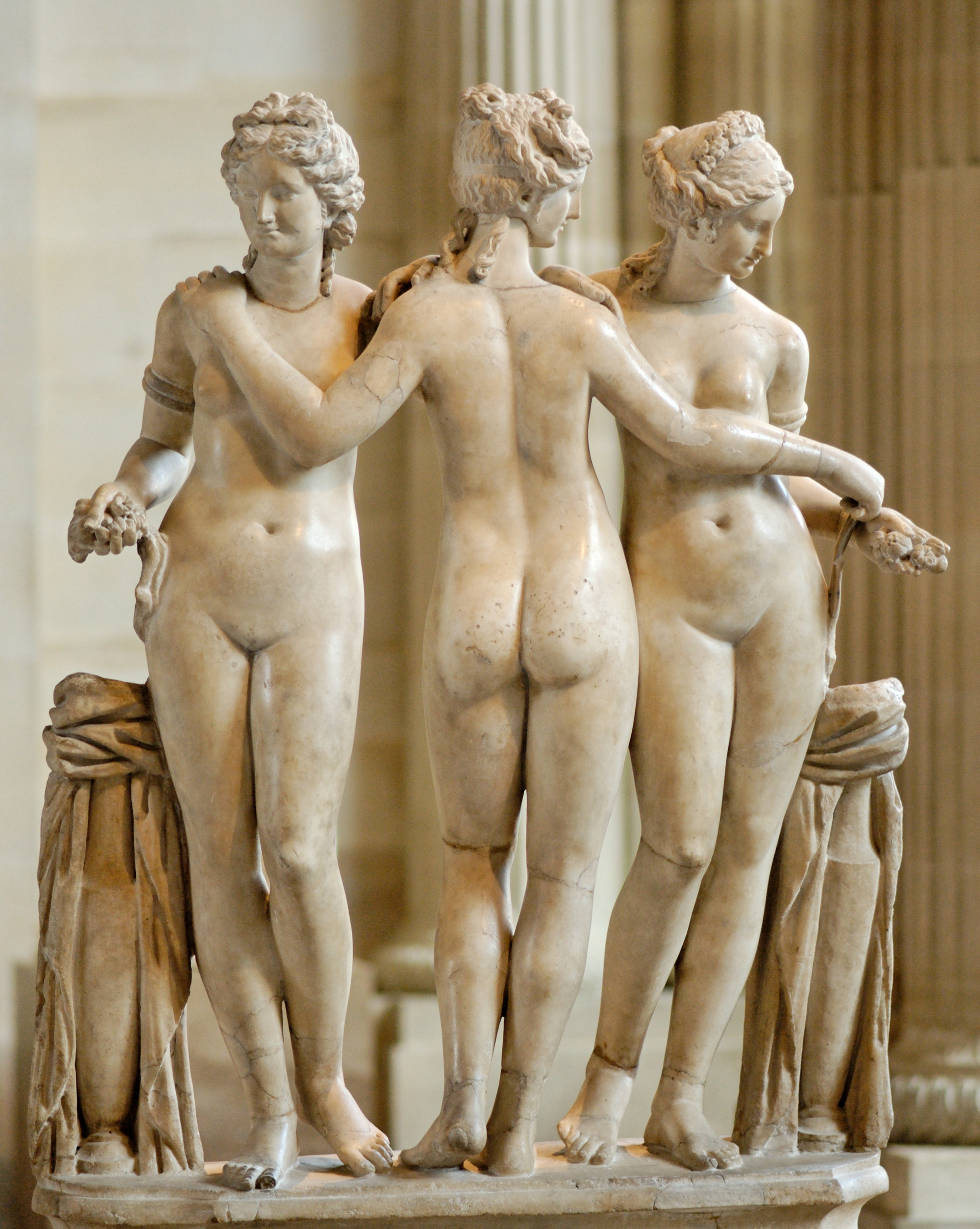
Die drei Grazien. Marmor. Römische Kopie der Kaiserzeit nach einem Hellenistischen Original.

Allerdings sind die drei Frauen auch anders gedeutet worden: Sie erinnern – besonders, wenn sie sich die Hände reichen – an die drei Grazien. Die Beckett-Forscher Knowlson und Pilling weisen darauf hin, dass sie auch den drei Müttern in Fritz Langs Film M gleichen, und betonen, dass Beckett diesen Film sehr mochte. Da Becketts Stück wenig über die drei Frauen aussagt, ist der Interpretationsspielraum mit vielen Assoziationen gefüllt: Die drei Frauen erinnern sowohl an die drei Grazien wie an die drei Schicksalsgöttinnen, auch an die typische Märchenkonstellation dreier Schwestern oder an Tschechows Drei Schwestern.
Brown vergleicht die Frauen mit anderen Figuren aus Becketts dramatischem Spätwerk und betont eine Besonderheit der drei Frauen in Kommen und Gehen: „Obwohl der Schock für sie schmerzhaft ist, trösten sie einander dennoch, um ihre Traurigkeit gegenseitig aufzuheben. Sie bestehen aus einer Gemeinschaft und sind daher nicht völlig darauf angewiesen, dass ihrer gedacht wird, um beruhigt oder geheilt zu werden. Ein solcher Trost ist jedoch in den späteren Kurzstücken nicht vorhanden, wo entfremdete Wesen Nacht um Nacht ihre Geliebten anflehen, dass sie ihnen ihre Gegenwart spürbar machen mögen.“
Der Zuschauer kann die geflüsterten Botschaften nicht hören. Dies kann als Mittel interpretiert werden, das Schicksal der Frauen zu verallgemeinern: „Die unausgesprochene Natur der Verdammnis in der letzten Version ist kraftvoller [als in Human Wishes], gerade weil sie weniger ausdrücklich ist. Indem das Rätsel nicht aufgelöst wird, hat es die Tendenz, einen über die Krankheit einer konkreten Frau hinaus zu führen und das Verhängnis der ganzen Menschheit zu erfassen.“

### Kindheit und Melancholie
Ein Thema des Stücks könnte die Rolle der Kindheit und der Verlust der Unschuld sein. Mei sehnt sich nach den „alten Zeiten“, als vermutlich noch keine schrecklichen Geheimnisse zu erzählen waren. Aber gleichzeitig wissen alle drei Figuren, dass es kein Zurück gibt. Einerseits „existiert da das Gefühl, etwas verloren zu haben, die Ahnung, dass die Frauen niemals die Vertrautheit wiederfinden werden, die sie einmal miteinander hatten.“ Andererseits empfindet die Regisseurin Brenda Bynum, die das Stück inszeniert hat, das genaue Gegenteil: „Warum muss es sein, dass sie etwas verloren haben, warum kann es nicht Becketts Verlangen nach Vertrautheit sein, das sie haben, er aber nicht?“
Der Literaturwissenschaftler Anthony Roche stimmt dem zu: „Durch ihre wechselseitigen Beziehungen hindurch behaupten sie eine Festigkeit, die dieses Stück zu einem der vollkommensten theatralischen Ensembles macht, die je entworfen wurden.“
Die besondere Art, sich die Hände zu reichen, wirkt wie ein Symbol ewiger Verbundenheit. „Die rituelle Geste umklammerter Hände erlaubt ihnen, ihre Geheimnisse voreinander zu bewahren, aber das Gefühl der Ringe ruft den Kreislauf der Zeit wach. Zweimal umgekrempelt ist das Band der drei Frauen (die für immer durch ihre ungelüfteten Geheimnisse verbunden sind) nie wieder das, was es war, nie wieder das, was es zu sein scheint. Etwas ist gleich, und alles ist anders.“ Die Ringe, die Lo zu sehen behauptet, „dürften ein bildliches Symbol der frustrierten Hoffnungen der Jugend sein, von Heiraten, die nie zustande kamen [oder scheiterten] oder gleichsam ihre ewige Einheit“, die sie durch ihre persönlichen Tragödien verbunden hat.

## Entwicklungsstufen des Textes
Vor Kommen und Gehen liegen einige Dramenentwürfe Becketts, die als Vorläufer des Stücks angesehen werden. Die Entwicklung der verschiedenen Entwurfsstufen hin zur veröffentlichten Fassung von Kommen und Gehen ist von zunehmender Reduktion gekennzeichnet. In dem 1935 begonnenen, Fragment gebliebenen Drama Human Wishes, dessen Titel auf das Gedicht Vanity of Human Wishes von Samuel Johnson anspielt, treten bereits drei Frauen auf. Eine Regieanweisung für die erste Szene lautet:
„Wenn sich der Vorhang öffnet, sitzen drei Frauen auf der Bühne, vermutlich von den langen Abendkleidern dieser Zeit [dem 18. Jahrhundert] eingehüllt. Mrs. William meditiert gerade, Mrs. Desmoulins strickt und Miss Carmichael liest. Im Verlauf der Szene stehen die letzteren beiden auf und verlassen zwischenzeitlich ihre Plätze, aber die Handlungen der Mrs Williams beschränken sich darauf, mit ihrem Stock auf den Boden zu schlagen.“
Beckett dürfte „angeregt worden sein von dem Thema, das er offensichtlich fortsetzen wollte: der verliebte Johnson“, aber das ist nicht alles, worüber er am Ende schrieb. Die drei Frauen sehen so aus, als kämen sie aus einer Tragödie. Ihr Dialog – besonders die Repliken der Mrs Williams – erinnert mitunter an Restaurationskomödien, aber seine Grundlage bildet die Sterblichkeit des Menschen, ohne Hoffnung auf Restauration. Kommen und Gehen schraubt sich, mehr als ausdrückliche Verweise auf den Tod es tun, filigran um Abwesenheit und Gefahr.
„Jedoch mehr als der Tod durchzieht die ‚durch den Verfall bedingte Verdrießlichkeit‘ die Szene, wie durch das belanglose Gezänk illustriert und von dem wiederkehrenden Schweigen pointiert wird, das den Rest an vorhandener Handlung gänzlich zum Stillstand zu bringen droht.“
In einem ersten Manuskript Becketts, das den Titel Scene 1 trägt, geht es ebenfalls um drei Frauen. Zwar hat der revueartige Stil von Scene 1 wenig Ähnlichkeit mit Kommen und Gehen, aber die Namen von deren Protagonistinnen Viola, Rose und Poppy (Veilchen oder Stiefmütterchen, Rose, Mohn) bilden offenbar eine Vorstufe zu den an Blumen erinnernden Kurznamen Flo, Vi und Ru in Come and Go.
In den folgenden Entwürfen von Scene 1 fügt Beckett einen Titel hinzu, Type of Confidence, den er später in Good Heavens ändert. Auch die Namen verschwinden und werden durch die Buchstaben A, B und C ersetzt.
Dabei ist die permutative Struktur von Come and Go in Good Heavens schon enthalten: „In beiden Texten bilden zwei Geheimnisse den Mittelpunkt der Unterhaltung: erstens, wie die Frauen es schaffen, ihren scheinbar tadellosen Teint herzustellen, und zweitens, dass das abwesende Mitglied des Trios an einer tödlichen Krankheit leidet […] Der Unterschied zwischen dem, was offen ausgesprochen, und dem, was hinter dem Rücken der jeweils Abwesenden gesagt wird, enthüllt sowohl eine verheerende weibliche Heuchelei als auch die Ironie, dass das Geheimnis von jemandem verraten wird, von dem der jeweilige Hörer bereits weiß (oder bald erfährt), dass er selbst verloren ist. Und der Gipfel der Ironie: Während jede Frau über das Schicksal der andern beiden nachdenkt, bleibt sie sich ihres eigenen völlig unbewusst.“
Der Umstand, dass sich das geflüsterte Geheimnis in Kommen und Gehen auf die Lebenserwartung bezieht, ist in Good Heavens „stärker expliziert, sogar das Todesdatum der dritten Freundin wird genannt.“
Von Kommen und Gehen existieren zwei verschiedene Textfassungen – eine Besonderheit, die sich aus Becketts Zweisprachigkeit ergibt: Nachdem er den englischen Text abgeschlossen und an seinen Verleger gesandt hatte, fügte er zu den 121 Worten dieses Textes für die Übersetzung ins Französische sechs weitere Zeilen hinzu, vier zu Beginn und zwei am Ende. In der Folge gaben alle britischen Ausgaben den kürzeren ursprünglichen Text wieder, wohingegen die französischen und deutschen Ausgaben den vollständigen Text umfassen.

### Ausgaben des Primärtextes
- Englische Erstausgabe: Samuel Beckett: Come and Go. Dramaticule. London: Calder and Boyars 1967.
- Französische Erstausgabe: (Übersetzt vom Autor selbst) Samuel Beckett: Va et vient. In ders.: Comédie et Actes divers. Les Éditions de Minuit 1966, ISBN 2-7073-0225-2
- Deutsche Erstausgabe: (Übersetzt von Erika und Elmar Tophoven) Samuel Beckett: Kommen und Gehen. In: Spectaculum 9. Frankfurt am Main: Suhrkamp 1966
- Ausgabe letzter Hand:[41] Samuel Beckett: Come and Go. In: Modern Drama. Bd. 19, September 1976, S. 257–60

### Sekundärliteratur
- Hersh Zeifman: Come and Go. A Criticule. In: Morris Beja, S. E. Gontarski, Pierre Astier (Hrsg.): Samuel Beckett: Humanistic Perspectives. Ohio State University Press 1983, S. 137–144

## Originalstellen
1. ↑  “indeterminable” (Samuel Beckett: Come and Go. in Collected Shorter Plays of Samuel Beckett. London: Faber and Faber, 1984, S. 193. – Alle Seitenangaben des englischen Textes beziehen sich auf diese Quelle)
2. ↑  im englischen Original: Vi, Ru, Flo
3. ↑  “Miss Wade's” (Come and Go. S. 194)
4. ↑  “Drab nondescript hats […] shade [their] faces.” (Come and Go., S. 196)
5. ↑  “I see little change,” (Come and Go., S. 194)
6. ↑  “I can feel the rings” (Come and Go., S. 195)
7. ↑  William Shakespeare: Hamlet. 4. Akt, 5. Szene: “[…] there's rue / for you; and here's some for me: we may call it / herb-grace o' Sundays: O you must wear your rue with / a difference. There's / a daisy: I would give you / some violets, but they withered all when my father / died: they say he made a good end, […]”
8. ↑  “Does she not realise?”
9. ↑  “Has she not been told?”
10. ↑  “Does she not know?”
11. ↑  “When did we three last meet?” (Come and Go., S. 196)
12. ↑  “the old days” (Come and Go., S. 195)